# هدم البروتين
هدم البروتين (بالإنجليزية: Protein catabolism) هو تفكك البروتينات إلى حموض أمينية ومركبات مشتقة بسيطة بواسطة  إنزيمات. تفكيك جزيئات طويلة مثل البروتينات يساعد على نقلها إلى داخل الخلية عبر الغشاء البلازمي وفي النهاية من أجل بلمرتها (إعادة تركيبها) إلى بروتينات جديدة مناسبة لجسم الإنسان العائل لها عن طريق ترجمة الدنا (المورثات الخاصة به) في الريبوسومات. هدم البروتينات، والذي يعتبر تفكيكا للجزيئات الكبيرة، فهي عملية هضم أساسية. ثم يتبعها تخليق بروتينات جسمية لأعضاء الجسم المختلفة وهرمونات وإنزيمات متفقة مع تركيبة جسم الشخص.

## الغرض
الغرض من تفكيك البروتينات الغذائية هو تحويل جزء منها إلى طاقة يمكن للجسم استغلالها. ومن أجل استعادة استخدام البروتينات من الغذاء تستطيع البكتيريا وكذلك الإنسان هدم بروتينات الغذاء إلى أحماض أمينية بسيطة، ومن هذه الأحماض الأمينية البسيطة تقوم البكتيريا والإنسان بناء البروتينات المناسبة لبنية أعضائها.وأيضا لاستخلاص طاقة منها عن طريق أكسدتها.
من أجل استخلاص طاقة من بروتينات الغذاء، يقوم الجسم خلال عملية الهضم بتفكيك البروتينات ويفصل منها مجموعة الأمين حتى يتسنى للنواتج المرور في دورة حمض الستريك. في تلك الدورة التي تسمى دورة حمض الستريك أو أحيان تسمى دورة كريبس، يتم تحويل البروتينات الغذائية إلى طاقة يستطيع الجسم الاستفادة منها عند الضرورة.
تهضم البروتينات الغذائية في الأمعاء الدقيقة وتتحلل إلى أحماض أمينية.
ومن الأحماض الأمينية يبني الجسم بروتيناته الخاصة به تبعا لاحتياجاته. عمر البروتينات في الجسم لها عمر محدود، وهذا العمر يقاس بعمر النصف لأنها تتجدد في مختلف الأعضاء بمعدلات مختلفة: فبعض البروتينات له نصف عمر قصير وآخرون لهم نصف عمر أطول، تلك البروتينات الجسمية ذات انصاف عمر قصير تستخدم في عملية الأيض أو يعاد تكوينها من أجل مساعدة الخلية على تغيير ما يناسبها.

عمر النصف بالنسبة لبروتينات الأعضاء الجسمية يعني الزمن الذي تتجدد فيه نصف عدد خلايا هذا العضو. لأن لكل عضو في الجسم زمن معين لتجديد خلاياه، أي يموت القديم منها ويُخلق الجديد بدلها. ينطبق هذا على خلايا عضلات القلب والعضلات وخلايا الكبد، وخلايا الرئة وخلايا الجلد وهكذا، كل منها تجدد نفسها بمعدل زمني خاص بها.

## تحلل حمض أميني

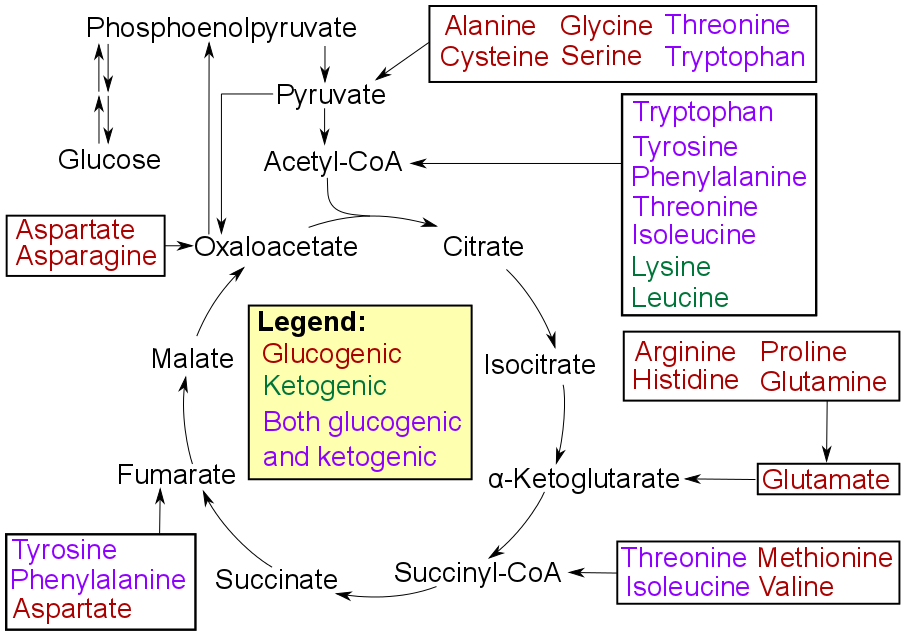
الأحماض الأمينية تدخل دورة حمض الستريك. الـ10 أحماض أمينية الأساسية (ملونة باللون البنفسجي والأخضر) لا يمكن لجسم الإنسان تكوينها، ولا بد من تناولها من الغذاء حتى لا يحدث نقص فيها ويتعرض الإنسان لأمراض بسبب عجز في إحداها أو عجز في عدد منها.

تحدث أكسدة في البدء من أجل فك رابطة الحمض الأميني بحيث يمكن بعد ذلك أن يتحول إلى سكر.
وتشمل العملية نزع مجموعة الأمين من الأحماض الأمينية. تصبح المجموعة الأمينية أمونيوم وتدخل في دورة اليوريا لكي تصبح يوريا في الكبد.ويرسلها الكبد إلى الدورة الدموية، وتمر خلالها بالكليتين، حيث تفصل الكليتين اليوريا ويتخلص الجسم منها مع البول.

يتأكسد الجزء الباقي من الحمض الأميني بعد انفصال مجموعة الأمين منتجا ألفا-حمض كيتو. تدخل جزيئات ألفا-حمض الكيتو عندئط دورة حمض الستريك من أجل إنتاج طاقة. كما يمكن للحمض أن يمر بعملية تحلل الجلوكوز glycolysis حيث يمكن أن يتحول إلى بيروفات. البيروفات يمكن أن تتحول بعد دلك إلى أسيتيل مرافق الإنزيم-أ acetyl-CoA وبالتالي يمكن أن يمر بدورة حمض الستريك، وبذلك ينتج من البيروفات جزيئات ATP,(التي هي«بطارية الخلية» التي تمدها بالطاقة) لتختزن في الخلية أو لإنتاج طاقة للخلية الحية أو البكتيريا.

## نظرة على اتاحة الطاقة

توضيح التقويض Catabolism أو تفكيك المواد الغذائية. وكما يوضح هذا التفكيك أن أدينوسين ثلاثي الفوسفات ATP في ختام عملية التفكيك، وهو المادة التي تمد خلايا الجسم بالطاقة لكي تقوم بوظائفها. كما نلاحظ أن أسيتيل مرافق الإنزيم-أ Acetyl-CoA يتكون كمرحلة وسطية في تحلل الدهنيات والبروتين والكربوهيدرات الذي يتكون منه ATP في النهاية.

عمليات أيض الكربوهيدرات والدهون والبروتينات، وهي المواد الغذائية التي يأكلها الناس، تتم بغرض تخزين طاقة في خلايا الجسم لاستخدامها وقت الحاجة، ولهذا تنتهي عملية الأيض عادة بتخزين الفائض من الطاقة في هيئة ادينوسين ثلاثي الفوسفات ATP . وتختزن جزيئات ATP الغنية بالطاقة في جميع الخلايا لكي تؤدي الخلايا وظائفها. بالنسبة إلى مجهود عضلي يقوم به الإنسان فإن العضلات تستهلك الـ ATP المخزون فيها مباشرة، وهذا يتم على الفور وسريعا (2 -3 ثوان). بجانب الـ ATP يوجد في الجسم مخزونات أخرى تساعد الإنسان على الحركة، فالحركة لا تتوقف بعد 3 ثوان. توجد مخزونات الكربوهيدرات الجسمية وهي تسمى جلايكوجين تكون مخزونة في العضلات وفي الكبد - تساعد الإنسان على الاستمرار في الحركة، وكذلك يوجد مخزون هائل من الدهون، مخزون في الخلايا الدهنية موزعة في الجسم - وهذه الدهون أيضا تمد الإنسان بالطاقة وتساعده على الحركة (اقرأ اتاحة الطاقة).
أما البروتينات فهي لا تقوم بهذه الوظيفة، لأن الجسم لا يستهلك نفسه باستهلاك بروتينه، عماد جسمه. ولكن الجسم يستطيع تحويل البروتين إلى جلوكوز في حالة الضرورة القصوى - عندما تكاد تفرغ مخزونات الجلايكوجين والدهون. وفي هذا المضمار توجد وظيفة هامة جدا بالنسبة للبروتين في إمكانية تحوله إلى جلوكوز: وهو أن الدماغ والأعصاب والكليتين وكرات الدم الحمراء لا تؤدي وظائفها إلا بالجلوكوز. جميع خلايا الجسم الأخرى تستطيع الاستعانة بأجسام كيتونية ناشئة من الدهون في حالة عدم توفر الجلوكوز، إلا تلك الـ 4 أعضاء المذكورة التي تعتمد بصفة أساسية على الجلوكوز لمدها بالطاقة.